# Seebek (Osterbek)
|  | Per a altres significats, vegeu «Seebek». |

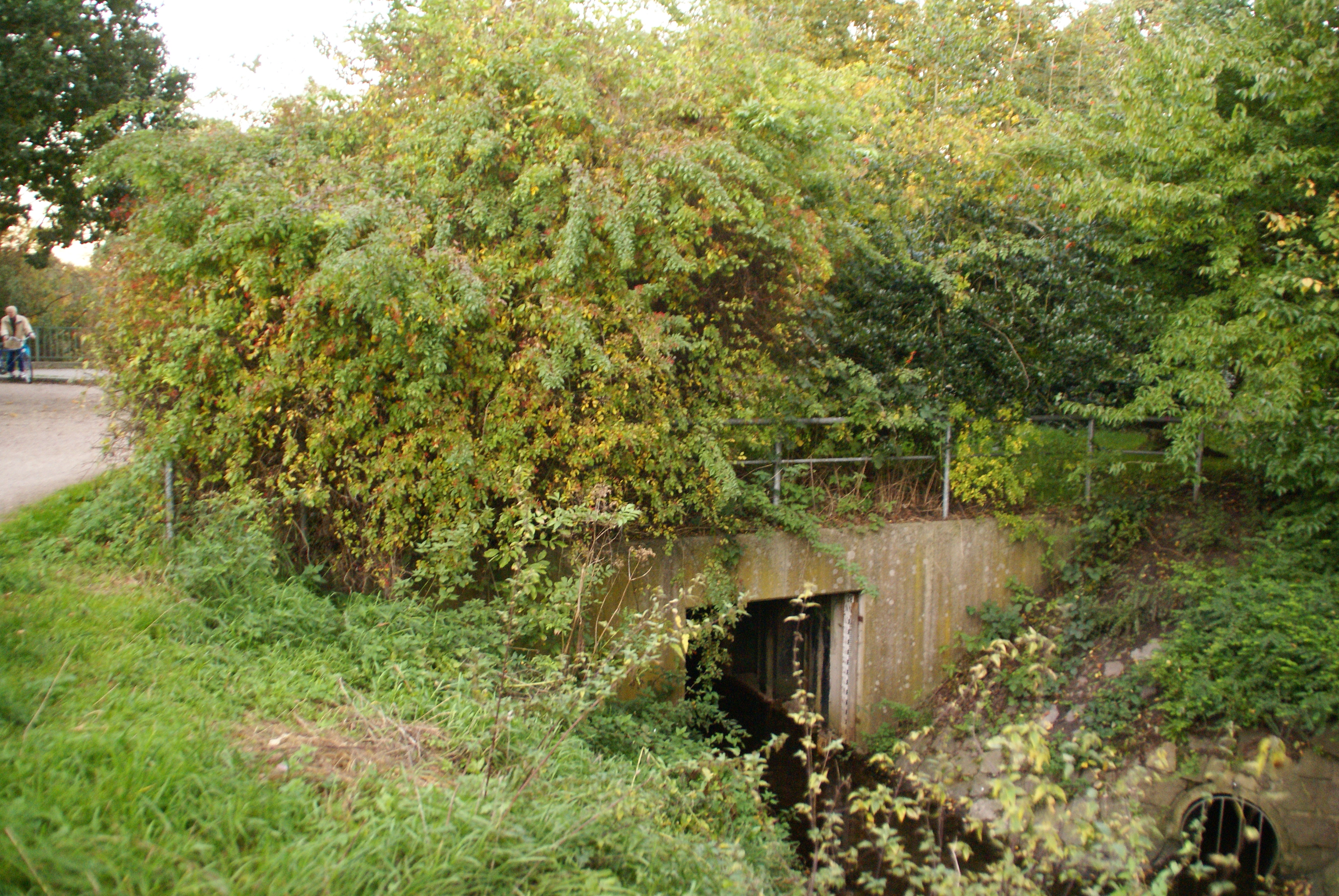
La font del Seebek avall del lac Bramfelder See

El Seebek és un afluent del riu Osterbek a Alemanya, que neix al llac Bramfelder See al nucli de Steilshoop a la frontera amb Bramfeld, ambdós nuclis d'Hamburg. Té una llargada d'un 3,5 quilòmetres. Tot i el seu nom, administrativament és part de Steilshoop i no pas de Bramfeld.
El nom “Seebek” prové del seu aiguaneix damunt del llac Bramfelder See on neix, i del mot baix alemany beek que significa rierol: per tant, rierol del llac. Abans sovint es deia també Grenzbach (rierol de la frontera), ja havia estat la frontera estatal entre la ciutat hanseàtica d'Hamburg i Holstein i des del 1864 amb Prússia. Un alsterdampfer porta el nom Seebek.

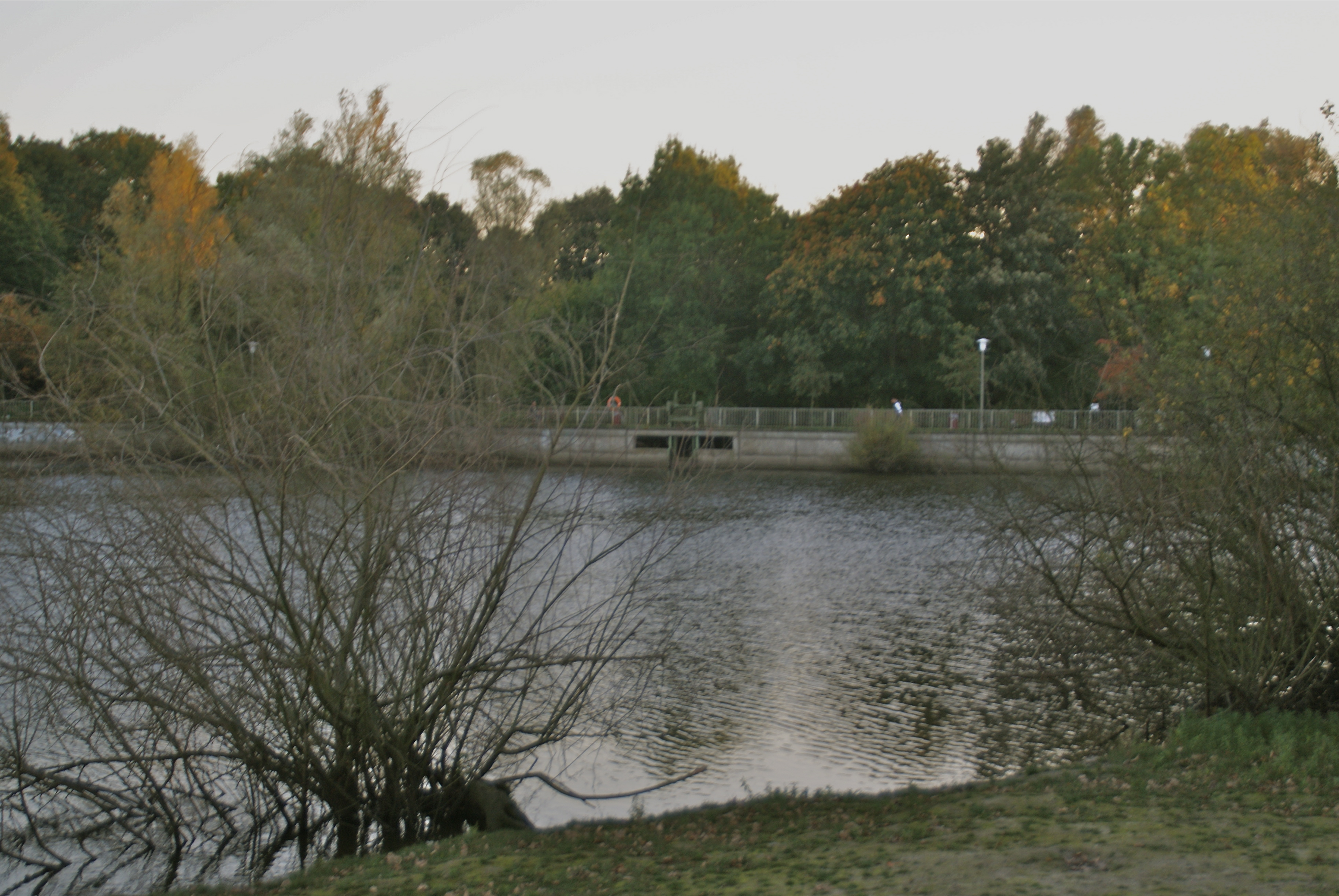
La conca de retenció

A la frontera de Barmbek-Nord i Steilshoop va haver-se de construir una conca de retenció que va esdevenir un lloc de lleure i de passeig força freqüentat. De la font fins a uns cents metres de la seva desembocadura a l'Osterbek, on desapareix sota el talús de les línies U1 i U2 de la metropolitana d'Hamburg, el riu segueix un traçat força interessant. Un sender per passejants i ciclistes, de vegades amagat sota la verdura opulent, segueix el barranc.
Quan el barri de Steilshoop va urbanitzar-se entre 1961 i 1977, a la fi de l'obra quasi tot el riu va ser dreçat, canalitzat i cobert d'hormigó, una intervenció que va transformar-lo en un mer regueró i que va matar quasi tota la flora i la fauna. La qualitat de l'aigua va baixar espectularment.
En conseqüència de la directiva de l'aigua de la Unió Europea el consell de Wandsbek, en cooperació amb l'associació de protecció de la natura NABU, va establir un projecte de renaturalització del riu, que no va realitzar-se sense reaccions de tipus nimby, tot i obtenir el support de Joris Mathijsen, futbolista de l'HSV. Van evacuar-se mig centenar de tones de formigó, reobrir-se antics meandres terraplenats, plantar-se espècies indígenes, posar-se grava i blocs erràtics per tal de crear un medi atractiu per a la flora i la fauna. Barbatula barbatula, Thymallus thymallus, Salmo trutta sbsp. fario i l'odonat molt rar Calopteryx splendens han tornat i el NABU es dedica a fer tot perquè el blauet torni també.

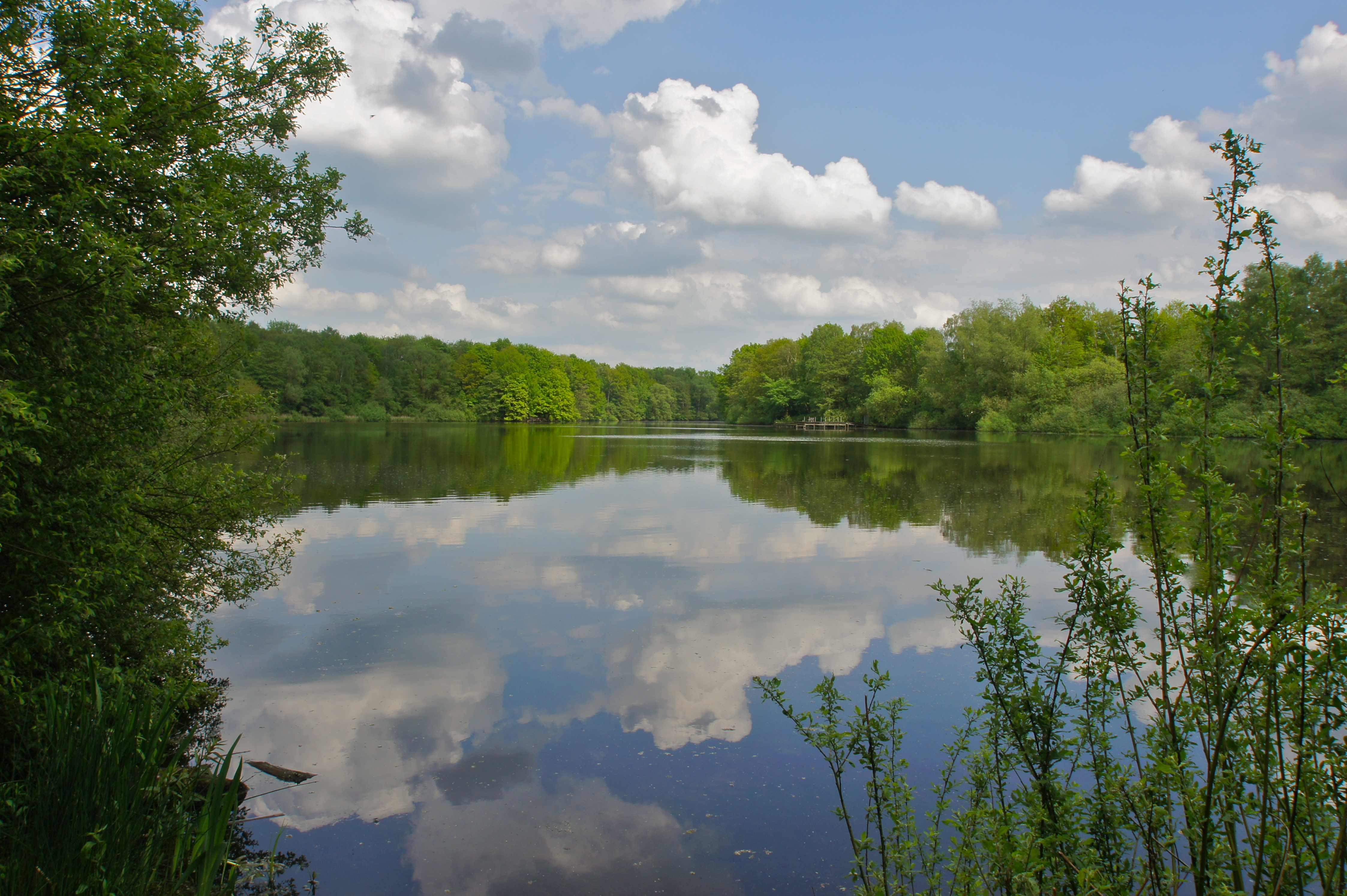
El llac font Braamfelder See
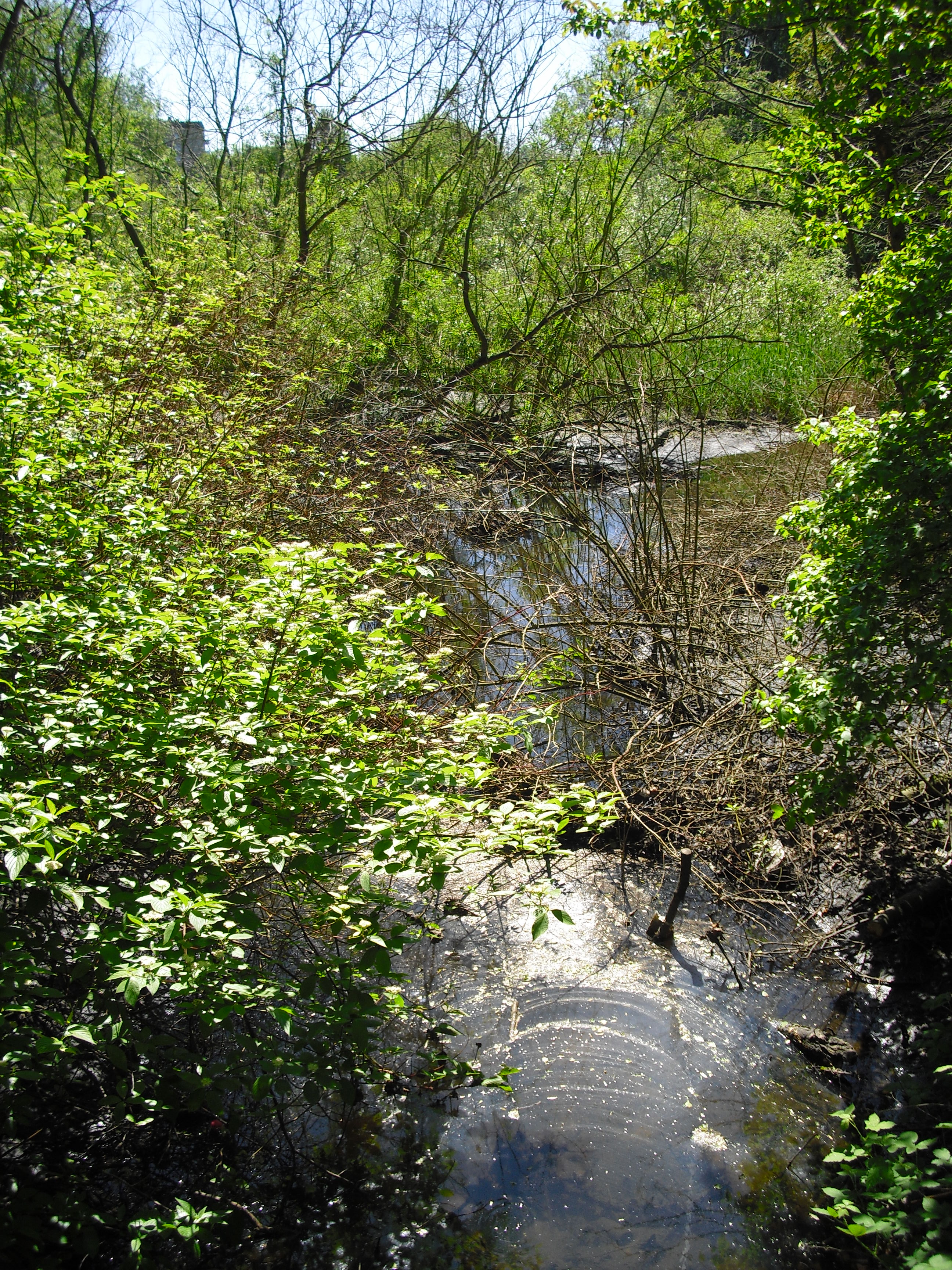
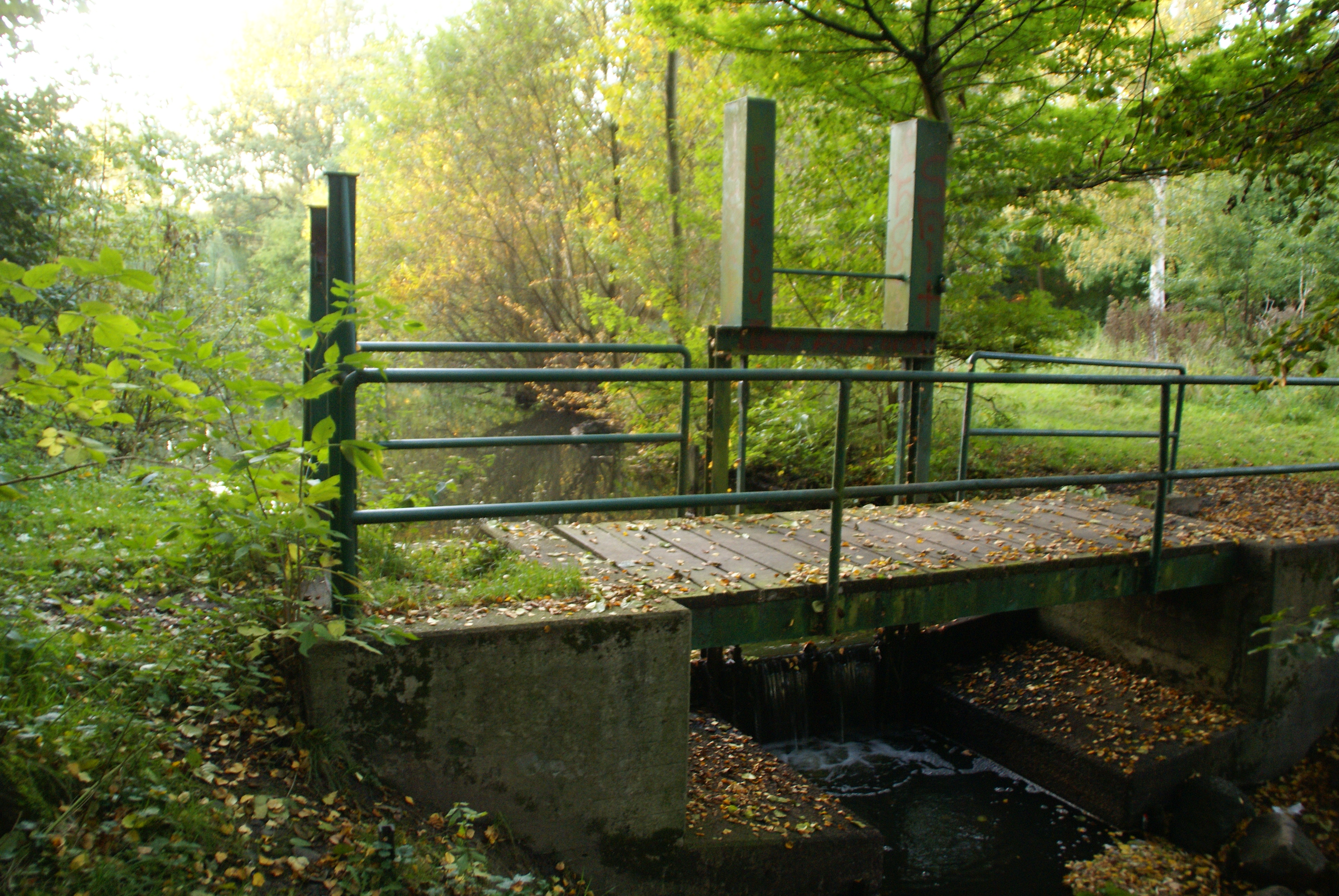
Resclosa de desguàs a Dulsberg
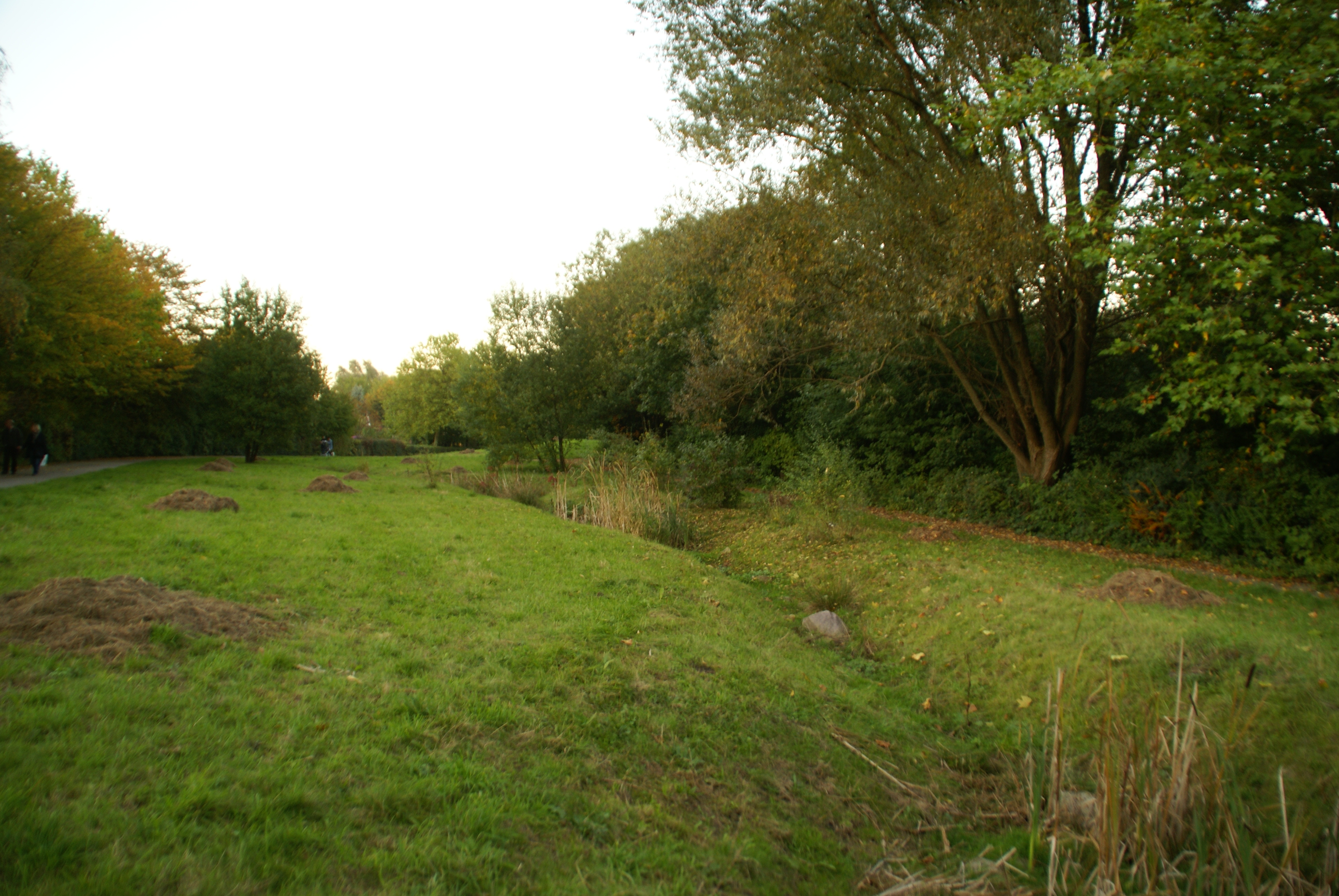
Nou braç lateral a Steilshoop
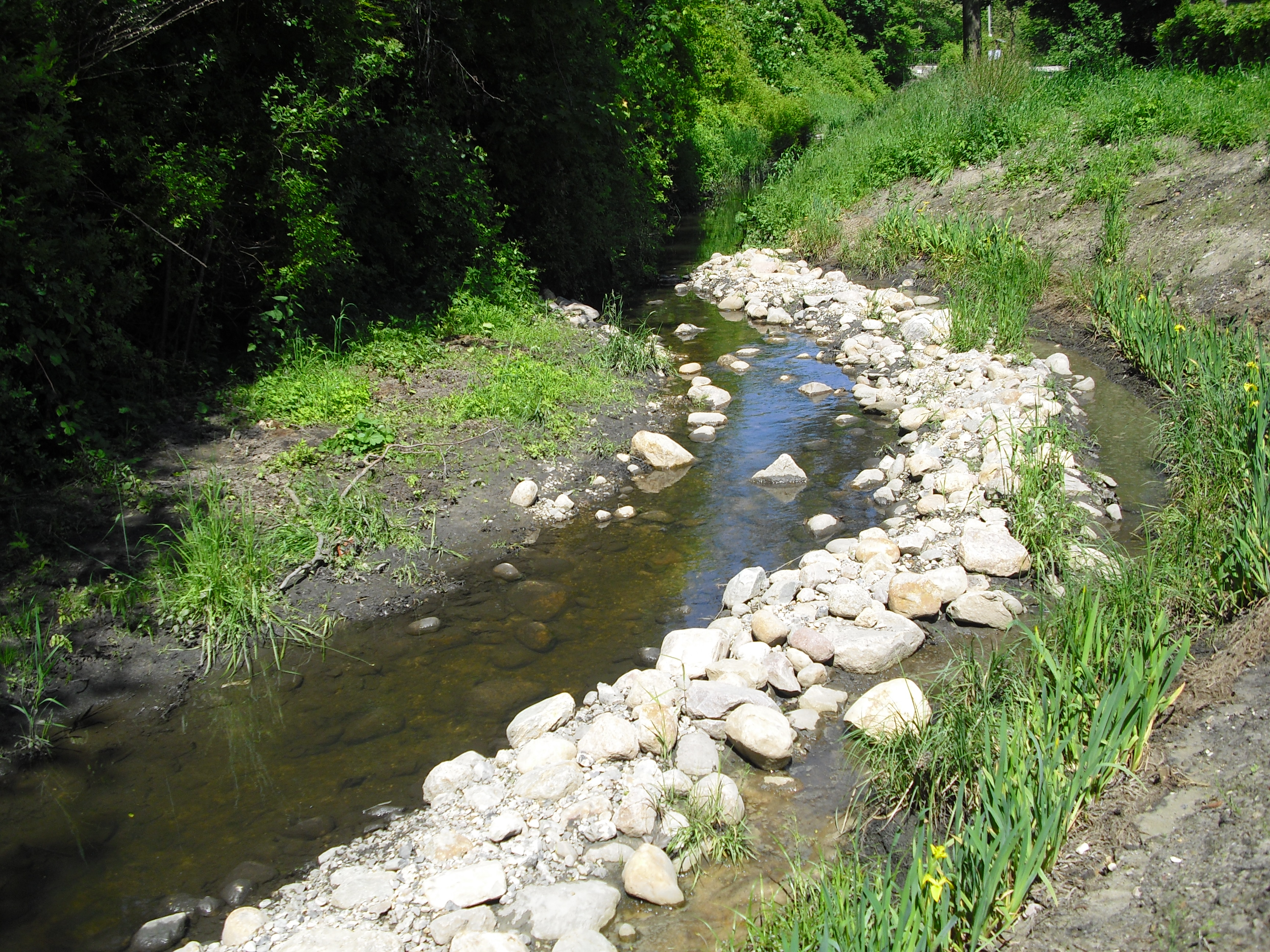
Blocs erràtics